# Amphioplus megapomus
Amphioplus megapomus är en ormstjärneart som beskrevs av Hubert Lyman Clark 1911. Amphioplus megapomus ingår i släktet Amphioplus och familjen trådormstjärnor. Inga underarter finns listade i Catalogue of Life.